# ひとり (中島美嘉の曲)
『ひとり』は、中島美嘉の15枚目のシングル。

## 解説
- アルバム『MUSIC』からのリカットシングル。1曲4ヴァージョン収録。
- この曲は、「雪の華」の続編的な曲[1][2]。
- デビュー以来のTOP10入り記録はこのシングルによって途切れた。
- CDは初回プレス盤のみスーパーピクチャーレーベル仕様。
- アルバムバージョンはピアノのみの伴奏、シングルバージョンはオーケストラの伴奏となっている。

## 収録曲

### CD
（作詞：Satomi／作曲：松本良喜／編曲：島健）
1. ひとり（single version）
  - スクウェア・エニックス社ゲーム「ドラッグオンドラグーン2 封印の紅、背徳の黒」メインテーマ
2. ひとり（album version）
3. ひとり（endroll version）
4. ひとり（instrumental）

### アナログ
A面
1. ひとり（single version）
2. ひとり（album version）

B面
1. ひとり（endroll version）
2. ひとり（instrumental）

## 楽曲の収録アルバム
- TEARS (#1)
- MUSIC (#2)